# Keystone Foods
Keystone Foods LLC ist einer der weltgrößten Hersteller und war bis 2012 auch einer der weltgrößten Vertreiber von Nahrungsmitteln. Das Unternehmen zählt zu den 100 größten privaten Unternehmen der USA und war bis 2012 Vertriebspartner der Lebensmittelindustrie in 14 Ländern der Welt. Hauptsitz ist West Conshohocken im Montgomery County, US-Bundesstaat Pennsylvania.

## Unternehmen
Keystone Foods betreibt 20 Produktionsstätten in Nordamerika, Europa, dem mittleren Osten, und Asien. Jährlich werden bis zu 2 Milliarden Kilogramm Geflügelprodukte und 300 Millionen Kilogramm Rindfleischerzeugnisse hergestellt. Darüber hinaus werden auch diverse Non-Food-Artikel an die Kunden vertrieben. Abnehmer sind mehr als 24.500 Fastfood-Restaurants weltweit, vor allem von McDonald’s, sowie Supermärkte. Im Vertrieb ist Keystone Partner im weltweiten S.T.I. Global Network, einer 1983 gegründeten Gruppe mehrerer Logistik-Unternehmen im Bereich Frachtmanagement und Transport.

## Geschichte
Das Unternehmen wurde in den frühen 1960ern als Entbeinungsbetrieb für Rindfleisch gegründet. Bald wurde es in einen Betrieb zur Massenproduktion und Tiefkühlung für Hamburger-Pattys umgewandelt. Aufgrund rasanten Wachstums entstand 1970 die Equity Meat Corporation. Waren es 1970 noch 680.000 Kilogramm jährlich, wurden nur zwei Jahre später schon 23 Millionen Kilogramm Hamburger in den USA produziert. 1974 wurde die Firma M&M Restaurant Supply übernommen und Keystone entwickelte das Konzept der Komplett-Belieferung aus einer Hand; das heißt, die früher mehrfachen Anlieferungen verschiedener Produkte für denselben Kunden wurden zu einer Anlieferung zusammengefasst.
Ende der 1970er gründete Keystone eine eigene Forschungs- und Entwicklungsabteilung und produzierte die ersten knochenfreien Chicken Nuggets. Erste Niederlassungen in anderen Kontinenten wurden gegründet (die Hamburgerproduktion McKey Food Services bei Orléans, Frankreich, für den französischen, belgischen und marokkanischen Markt, sowie MacFood Services in der Nähe von Kuala Lumpur, Malaysia, zur Verarbeitung von Rindfleisch, Geflügel und auch Fisch für die asiatischen Märkte Malaysia, Singapur und Hongkong).
In den 1990ern expandierte das Unternehmen weiter, gründete Produktionsbetriebe in China, Thailand und Australien, sowie weitere Vertriebsbüros. 1995 wurde unter dem Namen LD Foods eine Fabrik zur Herstellung von portionierten Fischprodukten für Schnellrestaurants im Osten der USA in Wisconsin errichtet. Ende der 1990er und um die Jahrtausendwende kamen zwei neue vollintegrierte Geflügelverarbeitungsbetriebe in Georgia und Kentucky hinzu. Das Vertriebsgebiet wurde auf Mexiko ausgeweitet. In Korea wurde mit der Herstellung von Proteinprodukten begonnen.
2004 wurde eine weitere vollintegrierte Geflügelproduktion in Alabama akquiriert. 2005 übernahm Keystone Foods sechs Vertriebszentralen in Australien.
2010 wurde Keystone Foods vom brasilianischen Nahrungsmittelkonzern Marfrig (Marfrig Group) übernommen. Im Frühjahr 2012 verkaufte Marfrig die Vertriebs- und Logistik-Aktivitäten von Keystone Foods in Nordamerika, Europa, im Nahen Osten und im Raum Asien-Pazifik an The Martin-Brower Company, ein Tochterunternehmen der Reyes Holdings. Martin-Brower, bis dahin schon größter Lieferant an McDonald’s-Filialen in Nord- und Lateinamerika sowie Irland, wurde damit zum größten Belieferer von McDonald’s weltweit.